# Isaac Leib Peretz

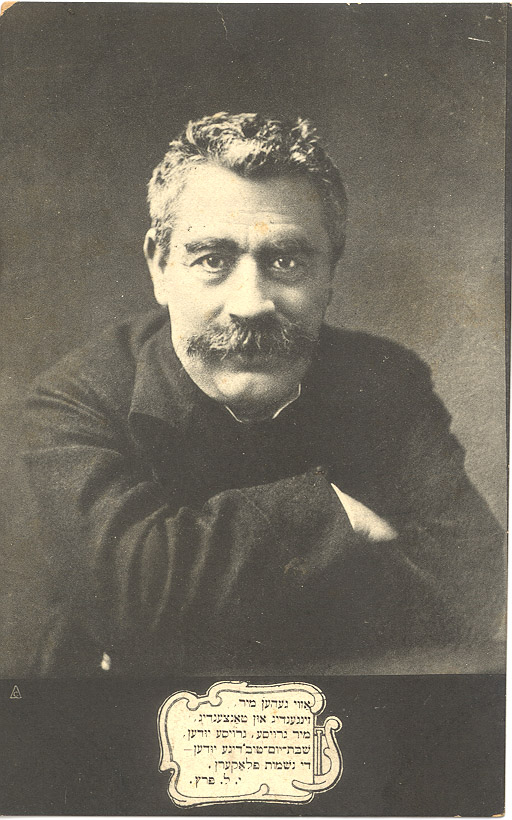
Peretz, avbildad på ett gammalt vykort.

Isaac Leib Peretz, även känd som Yitskhok Leybush Peretz, född 18 maj 1852 i Zamość, guvernementet Lublin, död 3 april 1915 i Warszawa, var en polsk-judisk författare som främst skrev på jiddisch. Han räknas tillsammans med Schalom Jakob Abramovitj och Sholem Aleichem som en av de "tre stora" jiddisch-språkiga författarna.
Peretz växte upp i en ortodox judisk miljö, och erhöll först senare i livet västerländsk bildning. Han skildrade livet i den östjudiska världen i talrika noveller och dramer, präglade av den chassidiska fromhetens föreställningsvärld, stundom skrivna på hebreiska, stundom på jiddisch. Bland novellerna märks samlingarna Chassidiskt och Folkliga berättelser, och bland dramerna Den gyllene kedjan. I svensk översättning finns novellsamlingen Två världar (1926).